# Dasypogon caudatus
Dasypogon caudatus là một loài ruồi trong họ Asilidae. Dasypogon caudatus được Fabricius miêu tả năm 1805. Loài này phân bố ở miền Australasia.